# Фавр, Адольф
Адольф Фавр (фр. Adolphe Favre, 1808—1886) — французский писатель. Издал сборник стихотворений «L’amour d’un ange», написал много повестей, рассказов и водевилей.
Из его романов наиболее известны:
- «Le carrefour de la croix» (1854),
- «Le capitaine des archers» (1859),
- «La chasse à ma femme» (1861),
- «L’oeuvre du Démon» (1863),
- «Les métamorphoses de Bougival» (1864),
- «La coupe maudite» (1865),
- «L’amour et l’argent» (1868),
- «Comment un fils se marie» (1868),
- «L'épée de Saint Bernard» (1872),
- «Comment meurent les femmes» (1875),
- «Lettres d’or» (1885).